# Dubai Marriott Harbour Hotel and Suites
El Dubai Marriott Harbour Hotel and Suites es un rascacielos de 63 plantas y de casi 254 m en Dubái, Emiratos Árabes Unidos, cuya construcción finalizó en 2007. 
Originalmente el torre fue nombrado como Emirates Marina Serviced Apartments & Spa, pero fue cambiado por el nombre actual, debido a que Marriott da servicio en la torre.